# Noche de los Lápices
La  Noche de los Lápices es el nombre con que se conoce una serie de secuestros y asesinatos de estudiantes de secundaria ocurridos durante la noche del 16 de septiembre de 1976 y días posteriores, en la ciudad de La Plata, capital de la Provincia de Buenos Aires, en Argentina. 
En total diez estudiantes secundarios fueron secuestrados y torturados por grupos de tareas de la dictadura gobernante, de los cuales seis fueron asesinados sin que se hallaran sus restos hasta la fecha: Claudio de Acha, María Clara Ciocchini, María Claudia Falcone, Francisco López Muntaner, Daniel A. Racero y Horacio Ungaro. Los cuatro sobrevivientes fueron Gustavo Calotti, Pablo Díaz, Patricia Miranda y Emilce Moler.
Este suceso fue uno de los más conocidos entre los actos de represión cometidos por la última dictadura cívico-militar argentina (1976-1983), ya que los desaparecidos eran estudiantes, en su mayoría adolescentes menores de 18 años, que fueron torturados antes de ser asesinados. La CONADEP estableció que la policía bonaerense había preparado un operativo represivo para los que habían participado de la campaña por el boleto estudiantil, considerada por las Fuerzas Armadas como «subversión en las escuelas» la cual era fundamental «erradicar».
El caso tomó notoriedad pública en 1985, luego del testimonio de Pablo Díaz, uno de los sobrevivientes, en el Juicio a las Juntas. Además, Díaz participó de la creación del guion que llevó la historia al cine días antes de cumplirse una década de lo ocurrido, en la película homónima. Cuatro de los estudiantes secuestrados sobrevivieron a las posteriores torturas y traslados impuestos por la dictadura.

## Contexto
Las víctimas fueron en su mayoría estudiantes de la UES (Unión de Estudiantes Secundarios), de la ciudad de La Plata. Esta agrupación, junto a otras escuelas, había reclamado en 1975 ante el Ministerio de Obras Públicas el otorgamiento del boleto de autobús con descuento estudiantil.
Esta circunstancia, junto al testimonio de uno de los sobrevivientes, Pablo Díaz, ha popularizado la hipótesis de que los secuestros hayan sido consecuencia directa de aquel reclamo. Sin embargo, otros sobrevivientes, como Emilce Moler, afirman que ese reclamo específico no tuvo ninguna incidencia en el episodio del 16 de septiembre. Pablo Díaz afirmó que el boleto estudiantil, que habían conseguido los estudiantes secundarios en septiembre de 1975, fue suspendido en agosto de 1976 con la intención de detectar, mediante un trabajo de inteligencia, quienes eran los líderes en cada escuela e ir a buscarlos. Al respecto, mencionó un documento hallado en la Jefatura de Policía de la Provincia de Buenos Aires, titulado La Noche de los Lápices, firmado por el comisario general Alfredo Fernández, en el que describía las acciones a realizar contra los estudiantes, a quienes se calificaba como «integrantes de un potencial semillero subversivo».

## Los secuestros y asesinatos
Las órdenes de detención habían sido libradas por el Batallón 601 del Servicio de Inteligencia del Ejército y llevaban las firmas de Fernández y del coronel Ricardo Eugenio Campoamor, jefe del Destacamento de Inteligencia 101. Lo más llamativo de las mismas es que, en todos los casos, se les asignó grado de peligrosidad mínimo a los estudiantes. Los secuestros fueron llevados a cabo por miembros de la Policía de la Provincia de Buenos Aires, dirigida en aquel entonces por el general Ramón Camps y Miguel Etchecolatz, usando vehículos Ford Falcon  de la armada para cometer los hechos.
Néstor Beroch, fue el principal acusado de integrar el grupo de tareas que secuestró a los estudiantes de la Noche de los Lápices durante la última dictadura cívico militar,   Sin haber sido juzgado por ese hecho, Beroch murió en la localidad platense de City Bell el 26/05/2022. Sin embargo la Cámara Federal de La Plata lo había sometido a un juicio oral y público por la verdad, en julio de 2000.  En dicha causa judicial Beroch fue defendido por el Mayor Abogado del Ejército Jorge Humberto Appiani quien hoy está detenido en Entre Ríos por delitos de lesa humanidad. Con el retorno de la democracia, Beroch se desempeñó como profesor de literatura en un colegio de la ciudad de La Plata y fue descubierto por organizaciones de derechos humanos que acusaron al hombre de integrar el grupo de tareas que secuestró en septiembre de 1976 a los estudiantes secundarios que reclamaban por el boleto estudiantil, en el episodio conocido como La Noche de los Lápices.
Las víctimas fueron:
| Nombre y apellido        | Edad (en 1976) | Fecha de la desaparición | Estado actual | Datos adicionales |
| ------------------------ | -------------- | ------------------------ | ------------- | --- |
| Claudio de Acha          | 17 años        | 15 de septiembre         | Desaparecido  | Alumno del Colegio Nacional Rafael Hernández. Desde 2004 un aula del mismo lleva su nombre. |
| Gustavo Calotti          | 18 años        | 8 de septiembre          | Sobreviviente | Aunque fue secuestrado antes que el resto, se le considera un sobreviviente puesto que varios de los secuestrados eran sus ex compañeros de secundaria y pasó con ellos meses de prisión y tortura clandestina. |
| María Clara Ciocchini    | 18 años        | 16 de septiembre         | Desaparecida  | Secuestrada junto con María Claudia Falcone. |
| Pablo Díaz               | 18 años        | 21 de septiembre         | Sobreviviente | En 1985 hizo público el caso en el Juicio a las Juntas. |
| María Claudia Falcone    | 16 años        | 16 de septiembre         | Desaparecida  | Secuestrada en el departamento de su tía abuela junto a María Clara Ciocchini, quien era oficial de Montoneros y superior jerárquica de María Claudia, que en ese momento era aspirante en la organización. Hacía sólo un mes que había cumplido 16 años.                                                                 |
| Francisco López Muntaner | 16 años        | 16 de septiembre         | Desaparecido  | Secuestrado de su casa de calle 17 entre 75 y 76, barrio Altos de San Lorenzo, de la periferia platense. |
| Patricia Miranda         | 17 años        | 17 de septiembre         | Sobreviviente | Estudiante de Bellas Artes sin militancia política alguna y tampoco había participado de los reclamos por el boleto estudiantil. Estuvo en los CCD de Arana, el Pozo de Quilmes, la comisaría de Valentín Alsina y en la cárcel de Devoto, en donde quedó a disposición del Poder Ejecutivo Nacional hasta abril de 1978. |
| Emilce Moler             | 17 años        | 17 de septiembre         | Sobreviviente | |
| Daniel A. Racero         | 18 años        | 16 de septiembre         | Desaparecido  | Fue secuestrado en casa de Horacio Ungaro. |
| Horacio Ungaro           | 17 años        | 16 de septiembre         | Desaparecido  | Estudiante del colegio Media 12 de Gonnet, que llevó su nombre durante años para luego cambiarlo a Media 12. |

Tras una semana de torturas, el 23 de septiembre, un grupo de detenidos dentro del cual se hallaban los estudiantes fue trasladado en al menos dos camiones celulares. El convoy se detuvo en la Brigada de Investigaciones de Banfield, en donde bajaron a un número de personas previa lectura de una lista en la que sus nombres figuraba. Casi todos continúan desaparecidos. El resto de los prisioneros siguió camino hasta el Pozo de Quilmes.
Según la CONADEP, «los adolescentes secuestrados habrían sido eliminados después de padecer tormentos en distintos centros clandestinos de detención, entre los que se encontraban: Arana, Pozo de Banfield, Pozo de Quilmes, Jefatura de Policía de la Provincia de Buenos Aires y las Comisarías 5.ª, 8.ª y 9.ª de La Plata y 3.ª de Valentín Alsina, en Lanús, y el Polígono de Tiro de la Jefatura de la Provincia de Buenos Aires». Se presume que habrían sido fusilados a principios de enero de 1977.

## Día de los derechos del estudiante secundario
Por medio de la Ley n.º 10.671, se establece en el ámbito de la provincia de Buenos Aires, el 16 de septiembre como el "Día de los derechos del estudiante secundario". La misma establece:
ARTICULO 2°: A tales efectos la Dirección General de Cultura y Educación arbitrará los medios necesarios para que:
1. En los establecimientos dependientes de su órbita se desarrollen clases alusivas a esta conmemoración, al tema Democracia y Derechos Humanos, brindando información sobre los sucesos acaecidos el 16 de septiembre de 1976, remarcando la importancia de los valores democráticos en contraposición a la arbitrariedad de los regímenes dictatoriales.
2. Incorpórase el 16 de septiembre como fecha del calendario escolar.
3. Autorízase a los Centros de Estudiantes a realizar toda actividad cultural y/o deportiva tendiente a conmemorar lo especificado en el artículo 1° de la presente Ley

En la Ciudad Autónoma de Buenos Aires, se establece a través de la Ley n.º 29

Ley Nº 29

Sanción: 14/05/1998

Promulgación: Decreto Nº 1109/98 del 12/06/1998
 Publicación: BOCBA Nº 472 del 24/06/1998
La Legislatura de la Ciudad Autónoma de Buenos Aires sanciona con fuerza de ley:

Artículo 1.º: Modificase el artículo 1.º de la Ordenanza Municipal n.º 50.834, el que quedará redactado de la siguiente forma:

«Artículo 1.º: Se establece la fecha del 16 de septiembre, en conmemoración a "La Noche de los Lápices", como Día de los Derechos del Estudiante Secundario, el cual quedará incorporado al calendario escolar de cada ciclo lectivo».

Artículo 2.º: Comuníquese, etc.

Enrique Olivera - Miguel Orlando Grillo

## Sitios de memoria
En Bahía Blanca, en 1995, se inauguró la Plaza de los Lápices, en la cual quedó emplazado un monumento que consiste en seis placas de hormigón que recuerdan a los desaparecidos de aquella noche.  En 2013 se colocó una placa recordatoria en la Plaza Vera de La Plata para las víctimas, según una ordenanza municipal. A su vez existe una placa homenaje a Claudio de Acha en la Escuela n.º 111. En 2014, se instaló en la esquina de las calles 1 y 58, una placa como piedra fundamental del monumento a la Lucha Estudiantil. En la ciudad de Buenos Aires, alumnos docentes y padres en una votación de toda la comunidad escolar decidieron bautizar a la escuela 491 de Palermo como María Claudia Falcone, también existe en su honor una escuela en la localidad de Presidente Derqui, en Pilar, la EESN° 16 "Ma. Claudia Falcone", y una escuela Polimodal en el partido de Tres de Febrero. El 16 de septiembre de 2016 se inauguró el mural La Noche de los Lápices, ubicado en la biblioteca del Colegio Nacional Rafael Hernández de La Plata. Este mural fue realizado colectivamente por alumnos del colegio, y estudiantes y profesores de la facultad de Bellas Artes de la UNLP. Además, en dicha ciudad, la Municipalidad de La Plata colocó una baldosa por la memoria en la calle 56 entre 5 y 6, para señalar el lugar donde fueron secuestradas hace 35 años las estudiantes María Clara Ciocchini y María Claudia Falcone. Una calle del barrio Bella Vista, de Puerto Madryn fue nombrada María Claudia Falcone. También fue nombrado en su honor el Programa Nacional de Promoción de los Derechos Humanos, Claudia Falcone.

## En la cultura popular
- Los hechos se llevaron al cine en una película titulada La Noche de los Lápices del director Héctor Olivera.
- El cantautor canario Rogelio Botanz compuso una canción basada en el testimonio de Pablo Díaz y que lleva por título La Noche de los Lápices.
- La banda madrileña La Hija de Dios incluye en su primer disco la canción Falcone dedicada a María Claudia Falcone y los demás desaparecidos.
- La banda italiana Talco incluye en su disco Combat circus, la canción Diari perduti (diarios perdidos), dedicada a María Claudia Falcone.
- La banda punk argentina No Funk hace una referencia en la canción Guerra Sucia.
- El grupo argentino de heavy metal Tren Loco, en el álbum Vieja Escuela, dedica el tema Ciudad oscura a la memoria de los jóvenes desaparecidos en la Noche de los Lápices.
- El grupo español de rap metal Def Con Dos incluye en el álbum De poca madre el tema Falcón Negro, inspirado en los hechos de la Noche de los Lápices.
- El grupo venezolano La Vida Bohème hace referencia a Francisco "Pancho" Muntaner en la canción El Milagro del Sur del álbum La Lucha
- La banda argentina La caverna rock realizó una canción titulada 16 de septiembre en la cual habla de los hechos sucedidos. Uno de los integrantes de la banda platense es Juano Falcone, nieto de Estela de Carlotto
- La banda argentina Malón, compone una canción bajo el nombre de 30 000 plegarias, basada en este suceso y en el desespero de las madres argentinas.
- Brian Ollearo dirige actualmente la obra de teatro La Noche de los Lápices, la verdadera historia, estrenada en 2019 en la ciudad de Rosario, Santa Fe. Los protagonistas de la puesta son también adolescentes, y está enfocada en los ideales, vínculos, sueños y objetivos de los estudiantes.
- El musical "Lápices La Pampa", es una obra de teatro musical creada por Soledad Cardozo y Paula Grosse, que desde su estreno el 24 de marzo de 2022 hasta la fecha han presentado ésta historia a través de canciones del rock nacional basada en el testimonio del sobreviviente Pablo Díaz. Ganadora Fiesta Provincial del Teatro 2023 y una Mención Especial Premios Hugo 2021-22.